# Farnavaz 1. af Iberien
Farnavaz 1. (georgisk: ფარნავაზ I, 326 f.Kr. til 234 f.Kr.) konge af Iberien og Kolchis (Georgien) fra 299 f.Kr. til 234 f.Kr.